# 徐静波
徐 静波（じょ せいは、1963年9月 - ）は、中国浙江省出身の中国人ジャーナリスト。

## 来歴
- 1992年4月、私費留学で来日。東海大学大学院に留学し、文学研究科専攻後、同大学研究員、在日中国語日刊紙の副編集長を経る。
- 2000年3月、株式会社アジア通信社を設立、代表取締役に就任。
- 2001年8月、日本初の中国経済専門紙「中国経済新聞」創刊、編集長兼任。
- 2004年10月、モバイル放送の番組「中国経済最前線」にも企画、出演。
- 2008年10月、対中国人社会の中国語日本情報サイト「日本新聞網」「http://www.ribenxinwen.com」を開始。
- 2009年2月まで、早稲田大学特別非常勤講師を勤める。

## 人物
- 1997年から連続14年、中国共産党全国代表大会、全国人民代表大会の取材を認められた、ただ一人の在日中国人ジャーナリスト。中国政治、経済動向に精通し特に中国の最新政治事情、流通業、製造業については講演、執筆も多く、中国の指導者や大手企業の会長、総経理なども交流が深い。外資系企業の中国戦略、地方の投資誘致などにも詳しく、日本数社大手企業のアドバイザーとしても活躍している。
- 2008年4月に、北京オリンピックの聖火リレーが、長野県を通過したとき、約5千人の在日中国人を集めるのを、中国人学者朱建栄らと主導した。また、5月に訪日した胡錦濤国家主席は徐と会見し、「祖国はあなた方の貢献を決して忘れない」とねぎらわれた。
- 2010年9月7日に発生した、尖閣諸島中国漁船衝突事件で、日本のメディアに登場し、中国の立場を説明した[1]。
- 2010年9月9日の自身のブログでは、「私はなぜ小沢一郎氏に一票を投じるのか」と題して、4年前に友人に誘われ2千円を払って民主党のサポーターになり、9月4日に党本部から郵送された代表選の投票用紙が届いた。日中友好を希望する小沢氏に投票したいと語った[2]。

## 取材
胡錦涛、江沢民、温家宝、朱鎔基、香港特別行政長官董建華、チベット仏教最高指導者 ダライラマ、元首相 中曽根康弘、村山富市、橋本龍太郎、小渕恵三、森喜朗、ソニー会長出井伸之、トヨタ自動車会長 豊田章一郎、他。
1997年から連続14年間、中国共産党全国大会、全人代を取材。

## 講演
日本商工会議所、日本記者クラブ、日本小売業界、日本経済新聞社、NEC、三井物産、ソニー、伊藤忠商事、積水化学工業、他。

## 著書
- 株式会社中華人民共和国（PHP）
- 日本経済の行方（中国経済出版社）
- サハラの恋人（人民出版社）
- 日本変天（共著、新世紀出版社）

翻訳
- 一勝九敗（著者柳井正、中国中信出版社、台湾天下雑誌出版社）
- 不死鳥ーヤオハン前会長和田一夫自述過去と現在（百科出版社）
- 体験中国（上海画報出版社）